# 글래디스 조지

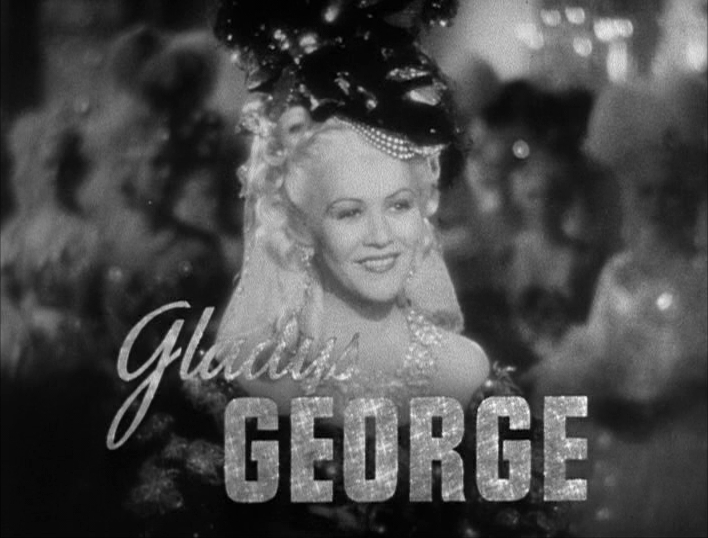

글래디스 조지(Gladys George, 1904년 9월 13일 ~ 1954년 12월 8일)는 미국의 영화배우, 연극 배우, 텔레비전 배우, 배우이다.
로스앤젤레스에서 사망하였다. 사인은 식도암이다.

## 영화
- 브로드웨이의 자장가 (1951년)
- 형사 이야기 (1951년)
- 더 베스트 이어스 오브 아워 리브스 (1946년) - 호텐스 데리 역
- 우리 생애 최고의 해 (1946년)
- 크리스마스 휴가 (1944년)
- 더 하드 웨이 (1943년)
- 말타의 매 (1941년)
- 더 웨이 오브 올 플래쉬 (1940년)
- 포효하는 20년대 (1939년) - 파나마 스미스 역
- 마리 앙투아네트 (1938년)
- 발리언트 이즈 더 워드 포 캐리 (1936년)